# Litsea kurzii
Litsea kurzii är en lagerväxtart som beskrevs av George King och Joseph Dalton Hooker. Litsea kurzii ingår i släktet Litsea och familjen lagerväxter. Inga underarter finns listade i Catalogue of Life.